# ماريان سار
ماريان سار (بالألمانية: Marian Sarr) وهو لاعب كرة قدم ألماني ولد في يوم 30 يناير 1995 في مدينة إسن في ألمانيا وهو يلعب في مركز الدفاع مع نادي بوروسيا دورتموند في ألمانيا، كما انه لعب مع بوروسيا دورتموند 2 ومع بايرن ليفركوزن و مع شالكه و مع شفارز فيس إسين ويبلغ طوله 188 سم، كما أنه لعب مع المنتخب الألماني في الفئات العمرية.

## روابط خارجية
- ماريان سار على موقع الاتحاد الأوربي (الإنجليزية)
- ماريان سار على موقع قاعدة بيانات كرة القدم.إي يو (الإنجليزية)
- ماريان سار على موقع Soccerway.com (الإنجليزية)
- ماريان سار على موقع عالم كرة القدم.نت (الإنجليزية)
- ماريان سار على موقع كووورة
- ماريان سار على موقع AS.com (الإسبانية)